# Mallory Bechtel
Pour les articles homonymes, voir Bechtel.
Mallory Bechtel, née le 26 novembre 1999 à The Woodlands (Texas), est une actrice américaine. Elle a joué dans plusieurs comédies musicales et a été nommée aux Broadway.com Audience Awards en 2019 pour son rôle de Zoe Murphy dans Dear Evan Hansen.

## Carrière
En 2022, elle incarne les jumelles Karen et Kelly dans la série télévisée dramatique Pretty Little Liars : Original Sin, quatrième série de la franchise Pretty Little Liars sur HBO Max.

## Filmographie

### Cinéma
- 2018 : Hérédité : Bridget
- 2021 : Know Fear : Jami
- Années 2040 : Merrily We Roll Along : Beth Spencer[3]

### Télévision
- 2018 : New York, unité spéciale : Hadley Sadler (saison 19, épisode 17)
- 2020 : Most Wanted Criminals : Leanne Manning
- 2022 : Pretty Little Liars : Original Sin : Karen / Kelly Beasley

### Théâtre
- 2017 : Bring It On : The Musical au Theatre Under The Stars (Houston) : Eva
- 2018 : Rent au Theatre Under The Stars (Houston) : Joanne
- 2018–2019 : Dear Evan Hansen à Broadway : Zoe Murphy